# Espadarana
Genre
Espadarana est un genre d'amphibiens de la famille des Centrolenidae.

## Répartition
Les cinq espèces de ce genre se rencontrent dans le nord de l'Amérique du Sud et en Amérique centrale.

## Liste des espèces
Selon Amphibian Species of the World (16 septembre 2014) :
- Espadarana andina (Rivero, 1968)
- Espadarana audax (Lynch & Duellman, 1973)
- Espadarana callistomma (Guayasamin & Trueb, 2007)
- Espadarana durrellorum (Cisneros-Heredia, 2007)
- Espadarana prosoblepon (Boettger, 1892)

## Étymologie
Le nom de ce genre est formé à partir de Espada, en l'honneur de Marcos Jiménez de la Espada, et du mot latin rana, la grenouille.

## Publication originale
- Guayasamin, Castroviejo-Fisher, Trueb, Ayarzagüena, Rada & Vilà, 2009 : Phylogenetic systematics of Glassfrogs (Amphibia: Centrolenidae) and their sister taxon Allophryne ruthveni Zootaxa, no 2100, p. 1–97 (texte intégral).